# 마르타 에투라
마르타 에투라(Marta Etura, 1978년 10월 28일 ~ )는 스페인의 배우이다.

## 출연 작품
- 인비저블 가디언 (2017)
- 더 맨 위드 싸우전 페이시스 (2016)
- 아블라 (2015)
- 이지 섹스, 새드 무비스 (2014)
- 라스트 데이즈 (2013)
- 프레젠티미엔토스 (2013)
- 더 임파서블 (2012) - 시몬 역
- 에바 : 위험한 관계 (2011)
- 슬립타이트 (2011)
- 세븐 미니츠 (2009)
- 셀 211 (2009)
- 디시에르토 수르 (2007)
- 13송이 장미 (2007)
- 캐주얼 데이 (2007)
- 다크 블루 (2006)
- 나를 잊지 말아요 (2005)
- 넥스트 라이프 (2004)
- 크라임 써틴 (2002)